# Vladimír Žikeš
Vladimír Žikeš (5. února 1906, Plzeň – 4. ledna 1980, Demänovská Dolina) byl český nakladatel a knihkupec. V letech 1925–1937 působil jako soukromý vydavatel ze záliby s orientací na bibliofillské tisky. Po získání nakladatelské koncese se v obdobích 1937–1941 a 1945–1949 soustředil na reprezentativní umělecké publikace, knihy s politickou tematikou, pragensie či turistickou literaturu. V prostorách Colloredo-Mansfeldského paláce provozoval mezi roky 1945–1949 Pražský salon Vladimíra Žikeše, jehož součástí bylo knihkupectví, antikvariát a výstavní síň.

## Rodinný původ a studia
Vladimír Žikeš se narodil 5. února 1906 v Plzni v tehdejší Resslově ulici č. p. 15 v rodině krejčovského mistra Josefa Žikeše. Jako Vladimír Josef byl pokřtěn 19. února 1906 v Katedrále svatého Bartoloměje. Vystudoval 5 tříd gymnázia a obchodní akademii v Plzni, kde maturoval 18. června 1926. Krom předepsaných předmětů složil i zkoušku z angličtiny a francouzštiny. Té se věnoval se značnou intenzitou a přeložil i několik francouzských titulů. Na Univerzitě Karlově externě navštěvoval obor dějiny umění se specializací na dějiny knihtisku a knižních vazeb. Po krátké praxi specializovaného knihovníka v Západočeském umělecko–průmyslovém muzeu u Jindřicha Čadíka nastoupil v lednu 1927 na pozici tajemníka v pražské nakladatelské firmě F. Topič.

## Nakladatelská činnost
Profesní dráhu započal na jaře 1925 jako nakladatel ze záliby. Orientoval se především na bibliofilskou knižní produkci. Mezi prvními tituly vydal vlastní překlady z francouzštiny. Francouzská literatura a kultura byly jeho trvalou zálibou, zvláště pro dlouhou tradici bibliofilství. Výběr vydávaných knih byl ovlivněn i jeho zájem o okultismus. V roce 1929 přemístil své aktivity z Plzně do Prahy, kde některé bibliofilské projekty zaštítil jménem své partnerky Marie „Marion“ Sovákové rozené Ježkové (1905-1976).  Půvabná Sováková imponovala i dalším osobnostem, jak dokládá soukromý tisk básně Jaroslava Seiferta Frivolní báseň pro slečnu Marion. Krátce byl Žikeš i členem (1927-1931) Klubu moderních nakladatelů Kmen. Žikeš od počátku spolupracoval s typografickými a knihařskými špičkami – např. s Karlem Dyrynkem, Vojtěchem Preissigem,  Josefem Solarem či Aloisem Jiroutem a jeho ženou Ludmilou. Žikeš vydával vybrané publikace i v několika jazykových mutacích, a tak jeho knihy zaznamenaly ohlas v zahraničí. Počátkem 30. let byl Žikeš pokutován za nedovolené provozování nakladatelské živnosti, zřejmě pro nedodržení rámce činnosti nakladatele ze záliby. V červenci 1937 zažádal o oficiální nakladatelskou koncesi, podnik zprofesionalizoval a produkci přeorientoval především na reprezentativní umělecko‑historické publikace.

## Knihkupectví
Na doporučení galeristy Ludvíka Součka získal Žikeš k pronájmu prostory v Karlově ulici č. p. 2 v přízemí Colloredo-Mansfeldského paláce.  14. února 1941 zažádal o knihkupeckou koncesi a posléze otevřel vlastní knihkupectví.

## Odbojové aktivity
V období Protektorátu byl Žikeš zapojen do ilegální činnosti. Ze Stockholmu do Prahy se mu podařilo od diplomata Vladimíra Vaňka převést klíč pro radiové spojení s Londýnem. Na podnět Lubomíra Linharta zahájil spolupráci s odbojovou skupinou, z níž později vzešel Národně revolučního výboru inteligence. Prostory jeho nakladatelství sloužily ke konspiračním schůzkám. Od 1. května 1942 se datuje Žikešův nucený pobyt v „podzemí“. Jen shodou okolností se mu podařilo předejít zatčení Gestapem a utekl na Moravu, odkud v srpnu přešel přes Beskydy na Slovensko, kde působil pod krycími jmény Ján Koštial a Ján Mrózek. Vytvořil vlastní nadstranickou zpravodajsky orientovanou skupinu, jejíž základ tvořily kontakty z okruhu Zdeňka Rozkošného, revidenta Báňské a hutní společnosti a aktivního organizátora odbojových aktivit. Své informace zasílali exilové vládě do Londýna pod krycím jménem Kavárník nebo pod šifrou JaR (Janko a Rastislav), zkratkou krycích jmen Vladimíra Žikeše a lékaře Alfreda Lustiga, dvou hlavních protagonistů skupiny.
Navíc na horské chatě v Tatrách vydal Žikeš společně s přáteli samizdatový tisk s návodem pro domácí výrobu výbušnin. Během Slovenského národního povstání byl v Banské Bystrici jednou z čelních osobností propagační dílny a od počátku roku 1945 se staral o vydávání publikací pro Komunistickou stranu Slovenska. Po osvobození Košic se vrátil k vlastní značce a vydal soubor dokumentů s názvem Bojující Československo 1938–1945, první knihu publikovanou na osvobozeném území Československa.

## Poválečná nakladatelská a kulturní činnost
V květnu 1945 se vrátil do Prahy, kde našel vypleněné prostory svého někdejšího podniku v Karlově ulici. Díky úvěru se mu ale podařilo rozvinout potenciál Colloredo-Mansfeldského paláce a po stavebních úpravách (interiéry navrhl J. Krofta a K. Šváb) v něm založil Pražský salon Vladimíra Žikeše, zásadní místo kulturního života let 1945-1948. Krom činnosti nakladatelské, knihkupecké a antikvářské, organizoval výstavy knižního umění, prodával grafickou tvorbu a pořádal aukce grafik a bibliofilií. Poskytl zdarma i zázemí československému odboru Mezinárodního PEN klubu. Vyjma výrazného zastoupení společensko-politické literatury se v poválečné nakladatelské produkci objevuje především téma Prahy. Důležitým autorem, který pragenzia přinášel, byl Antonín Novotný, někdejší ředitel Muzea hlavního města Prahy. Grafické podobě knih a veškerých propagačních tiskovin vtiskl tvář především Vojtěch Kubašta. V širším povědomí zůstala především edice Žikešovy pražské špalíčky, za nimiž stál právě Novotný s Kubaštou.
| „                            | Vrchovatě mne však upoutala až kniha Staropražské sensace, která vyšla v sedmatřicátém roku u Vladimíra Žikeše. Výborně vydaný svazek v úpravě Vojtěcha Kubašty mne zaujal hned po prvním prolistování nejen svou bohatou ilustrační přílohou. … Počínaje pak prvním „špalíčkem“ z roku 1940 O Praze mládí F. L. Věka dychtivě jsem si kupoval každý další. | “ |
| — Otakar Štorch-Marien, 1972 | |   |

## Uplatnění po nuceném zrušení podniku
Změna společensko-politické situace v únoru 1948 přinesla i postupný konec úspěšně rozvinuté činnosti. Žikešův podnik zabralo v květnu 1949 Státní nakladatelství dětské knihy. V knihkupectví posléze vznikl antikvariát Orbisu, později spravovaný národním podnikem Kniha. Totalita znamenala pro Žikeše řadu problémů. Přestože se snažil dál působit v oboru, např. v nakladatelství Slovtour, Čedok či v podniku Artia, byl režimem donucen pracovat i jako horník, dělník v mrazírnách na jatkách a noční vrátný. Po nástupu do penze se roku 1967 natrvalo usídlil v Nízkých Tatrách v Demänovské dolině. Posléze až do roku 1974 působil v obnoveném vydavatelství Slovtour v Liptovském Mikuláši. Začátkem 70. let napsal obsáhlý memoárový text, který vyšel až posmrtně pod názvem Slovenské povstání bez mýtů a legend.  Při zpracování nakladatelského archivu, který prodal Knihovně národního muzea v roce 1975, jej postihly první větší zdravotní problémy. Zemřel 4. ledna 1980 v Demänovské Dolině.